# Pilot Mountain (berg in North Carolina)
Pilot Mountain is een berg van het type inselberg van kwartsiet in Surry County in de Amerikaanse staat North Carolina. De piek heeft een hoogte van 738 meter boven zeeniveau en is een van de meest kenmerkende natuurwaarden in de staat North Carolina. Het is een overblijfsel van de oude bergketen Sauratown Mountains. De Saura waren de eerste bekende inwoners van de regio. De oorspronkelijke Indiaanse naam is Jomeokee, wat "de Grote Gids" of "Pilot" betekent. De berg was een handig oriëntatiepunt voor de Indianen en de latere Europese jagers in de hele regio.
De U.S. Route 52 loopt aan de oostkant langs de berg en ten noorden van de berg ligt de plaats Pilot Mountain. Verder naar het noorden ligt de stad Mount Airy, ongeveer 20 kilometer van de berg.
Pilot Mountain heeft twee onderscheidende kenmerken, genaamd Big en Little Pinnacle. Big Pinnacle (ook wel "The Knop") heeft hoge en kleurrijke kale rotswanden, met een afgeronde top begroeid door vegetatie met een hoogte van ongeveer 430 m boven het omringende terrein. Een verharde weg brengt bezoekers naar het bezoekerscentrum van het park en campings en loopt daarna omhoog naar een parkeerplaats op de berg.
Pilot Mountain is onderdeel van het Pilot Mountain State Park dat doorloopt tot aan de rivier de Yadkin via een corridor en wordt geassocieerd met de nabijgelegen Horne Creek Living Historical Farm. Tussen Little Pinnacle en de ronde kop van Big Pinnacle bevindt zich een depressie die de berg van een afstand gezien een nog kenmerkende vorm geeft. Andere opmerkelijke rotsformaties liggen in het oosten met de Sauratown Mountain en het hogere complex in Hanging Rock State Park.

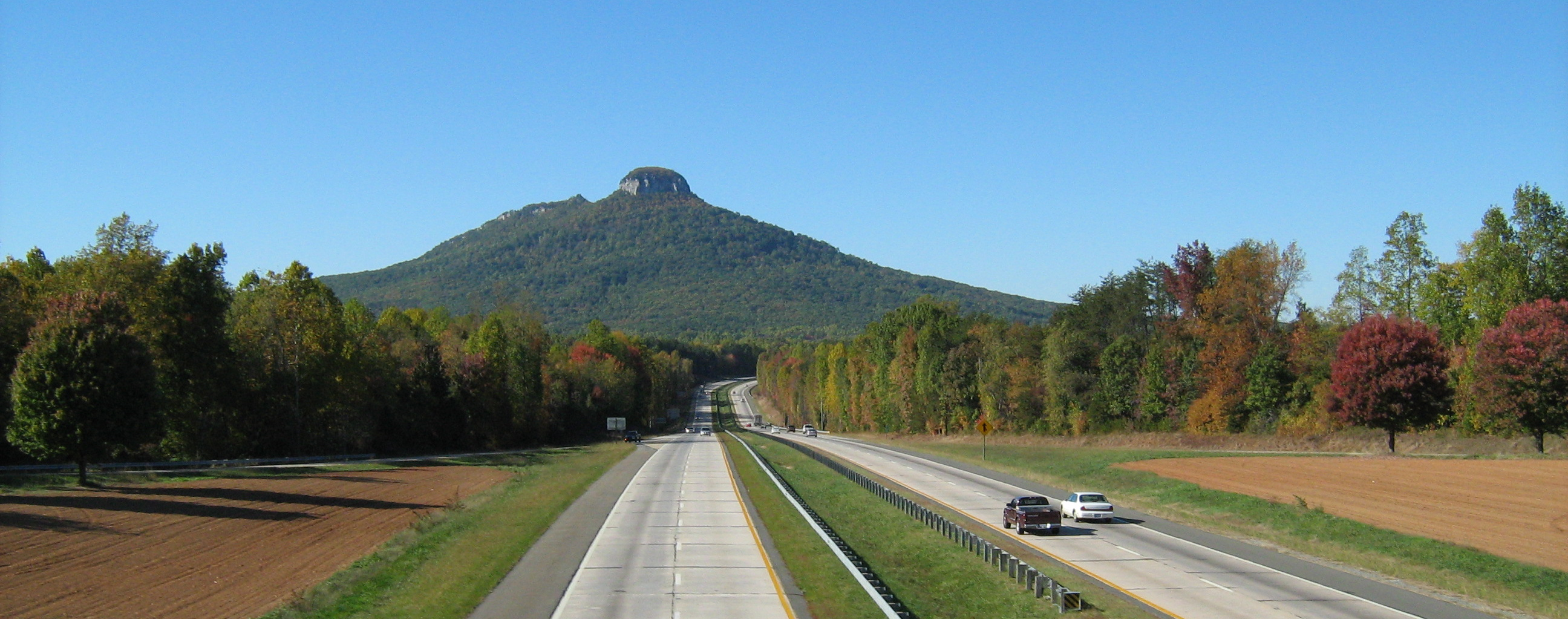
Pilot Mountain vanuit het zuiden op US Route 52

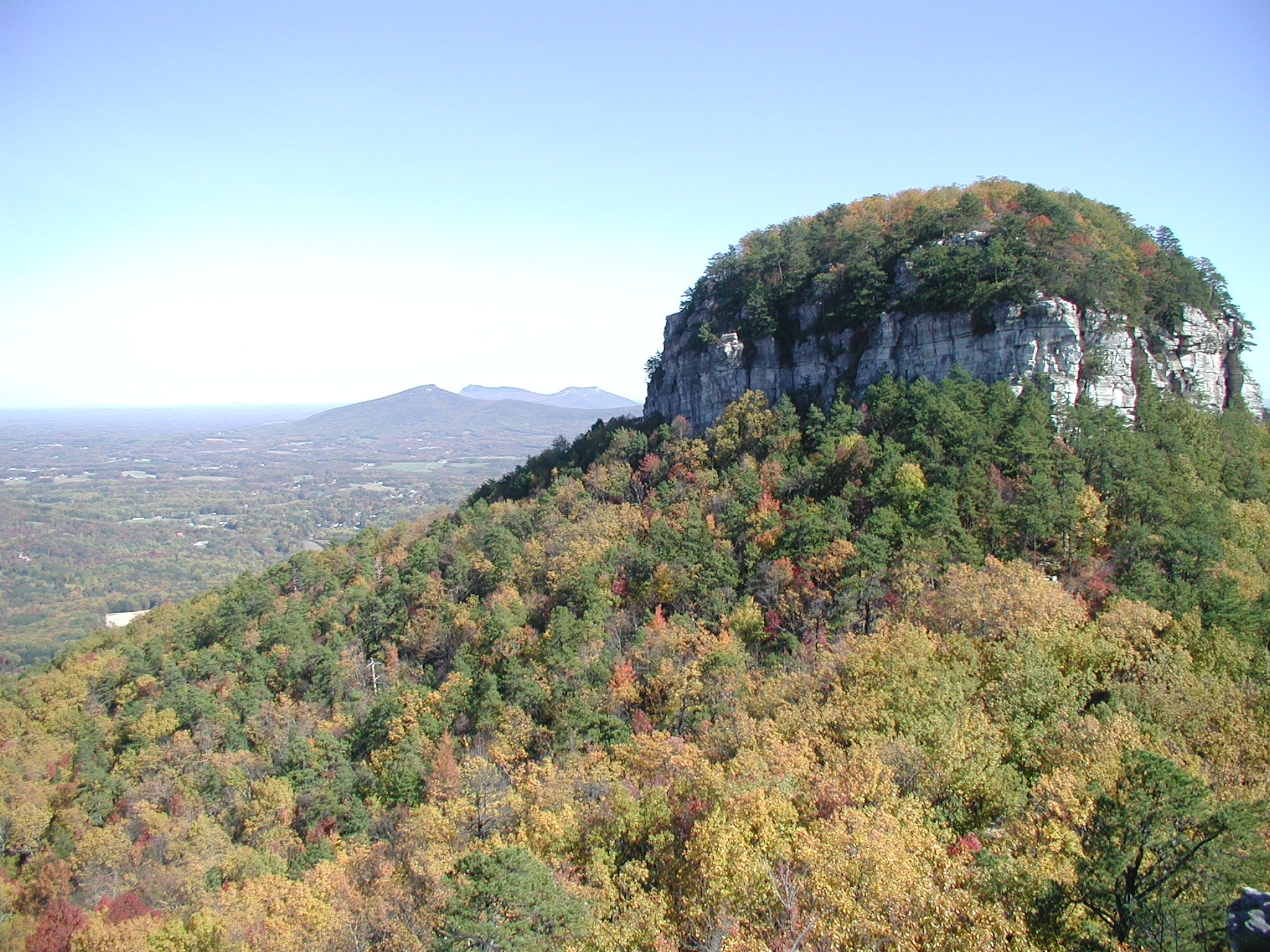
Een blik in de herfst op Big Pinnacle vanuit Little Pinnacle met erachter de Sauratown Mountain en Hanging Rock State Park
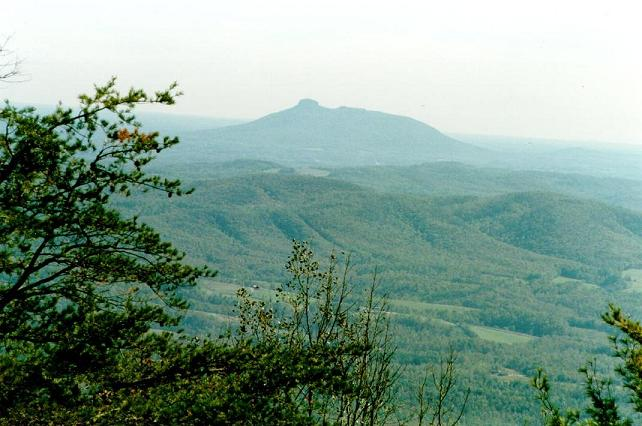
De onderscheidende zadelvorm van Pilot Mountain gezien vanuit het noorden
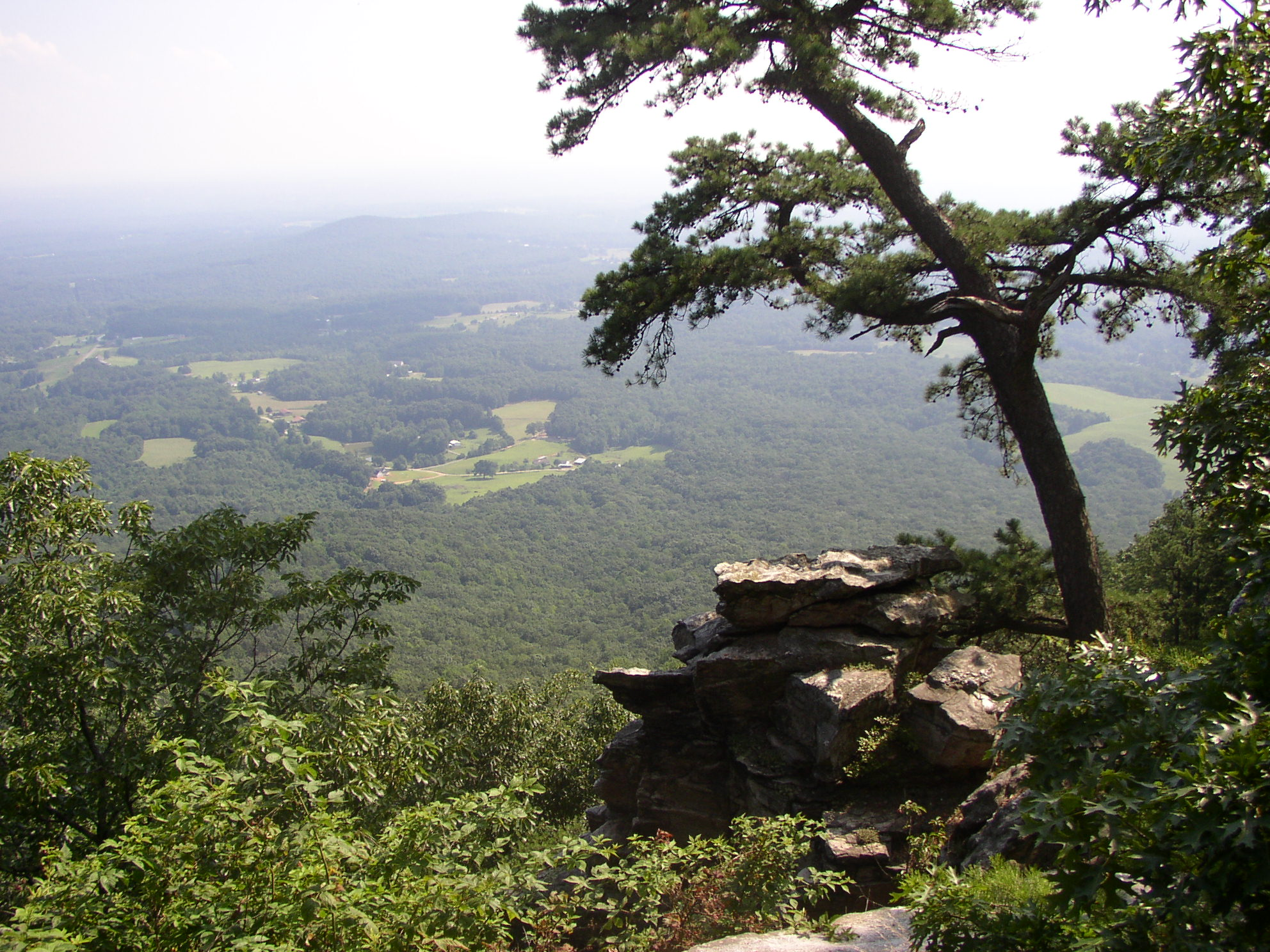
Een blik richting het zuiden
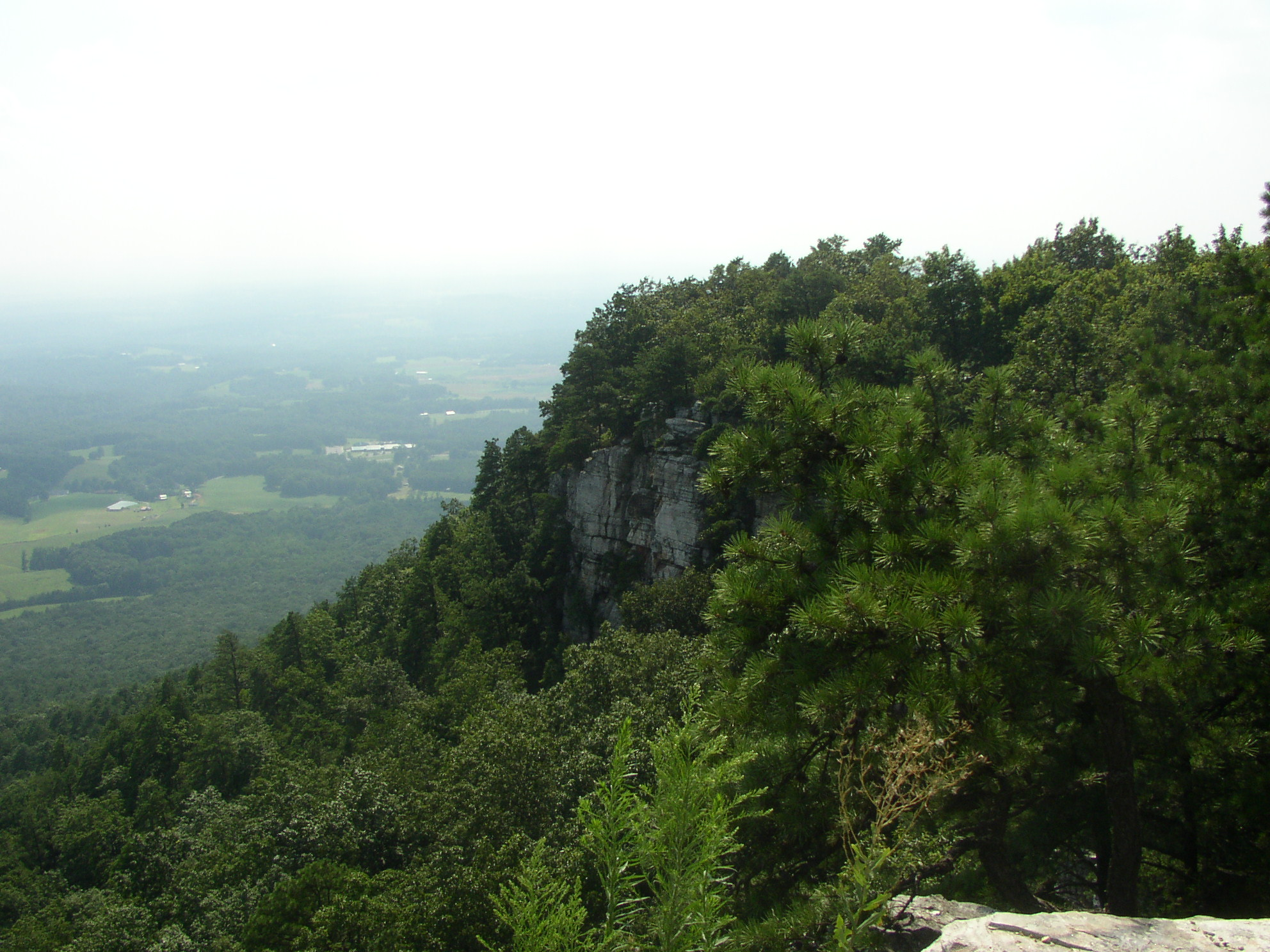
Zicht op de rotswand aan de zuidkant